# Tlapový motor

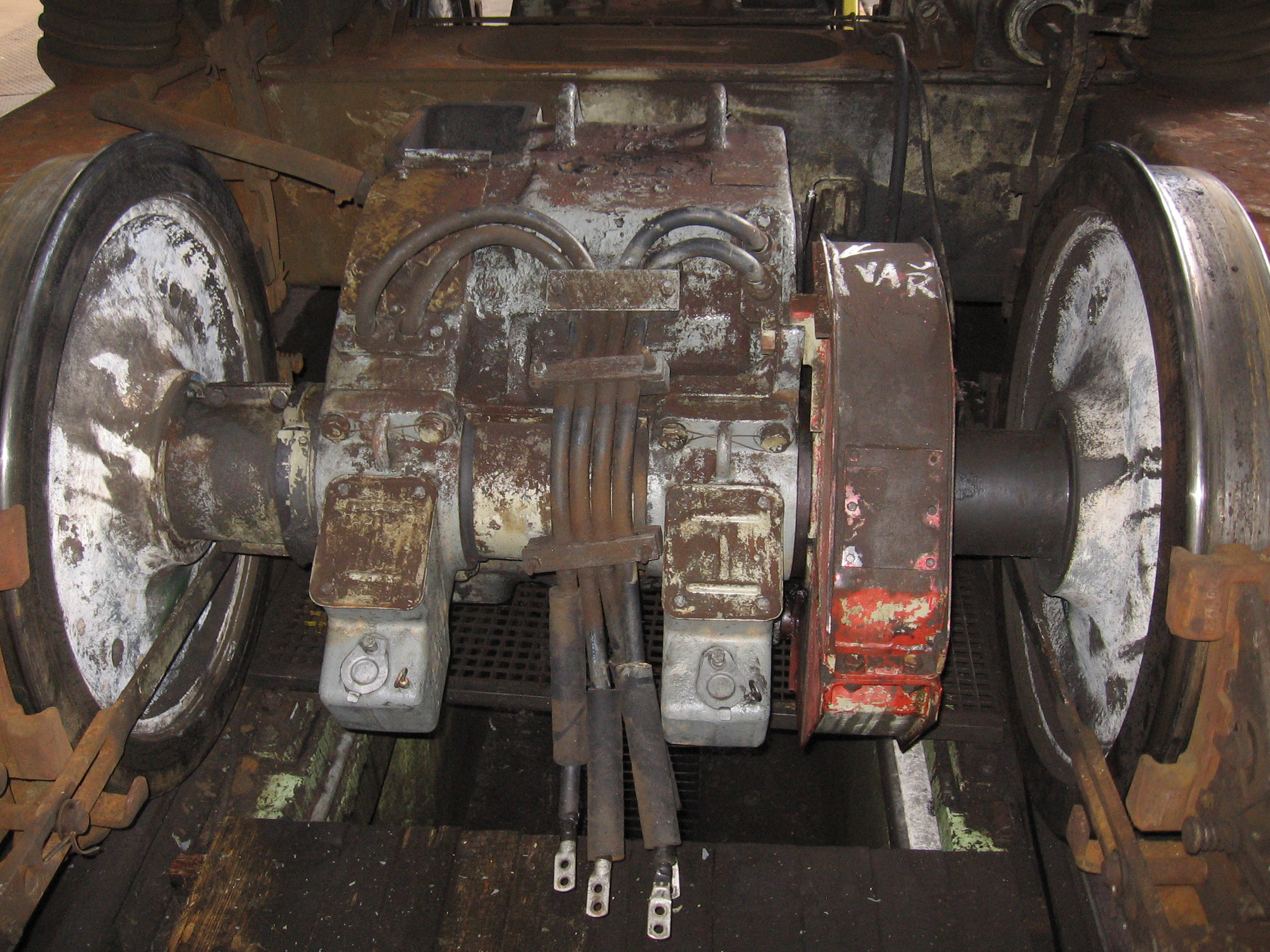
Sestava hnacího dvojkolí dieselektrické lokomotivy s tlapovým elektromotorem; vpravo od motoru zakrytý ozubený převod

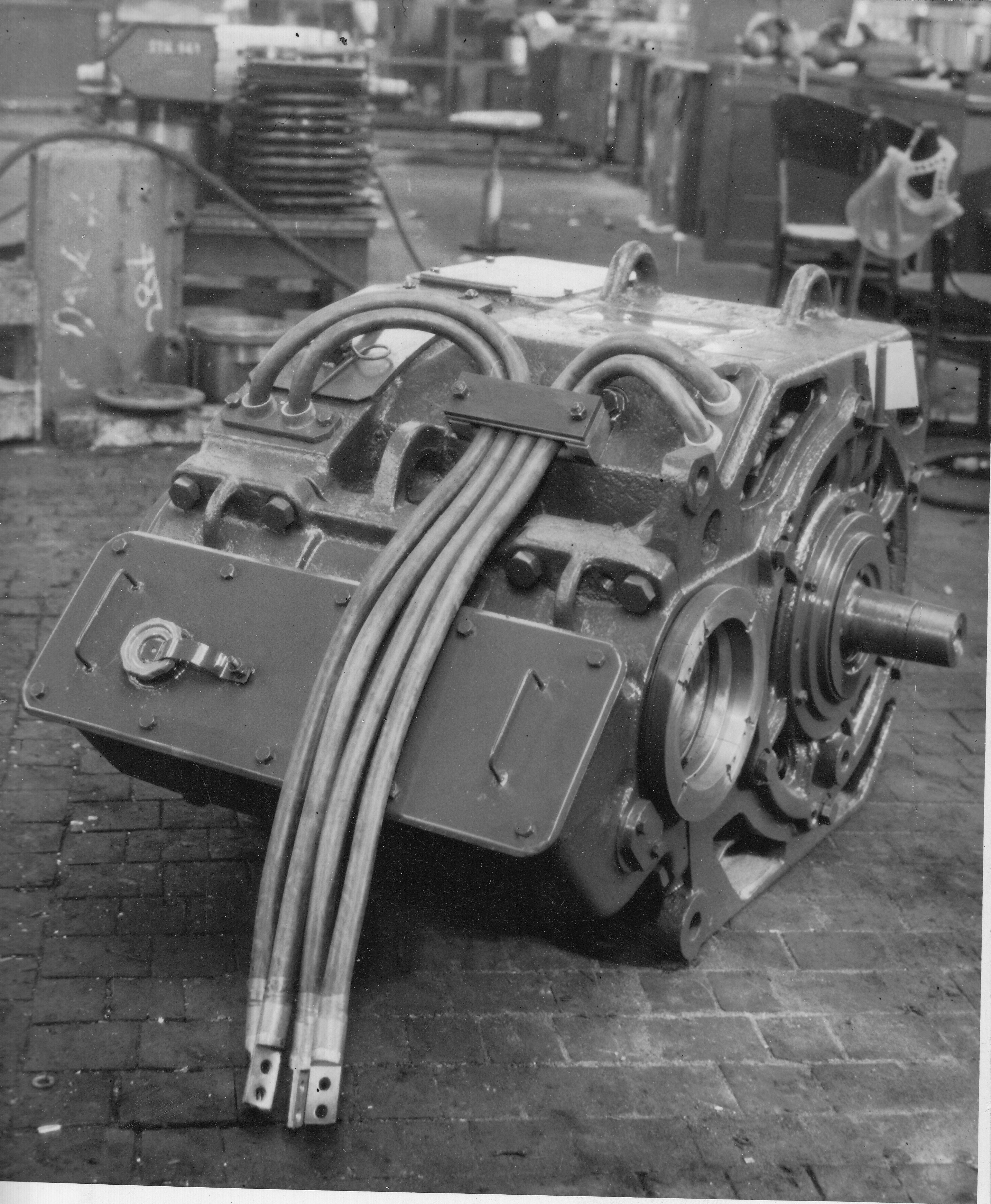
Stejnosměrný tlapový elektromotor pro dieselelektrickou lokomotivu; stav po vyrobení

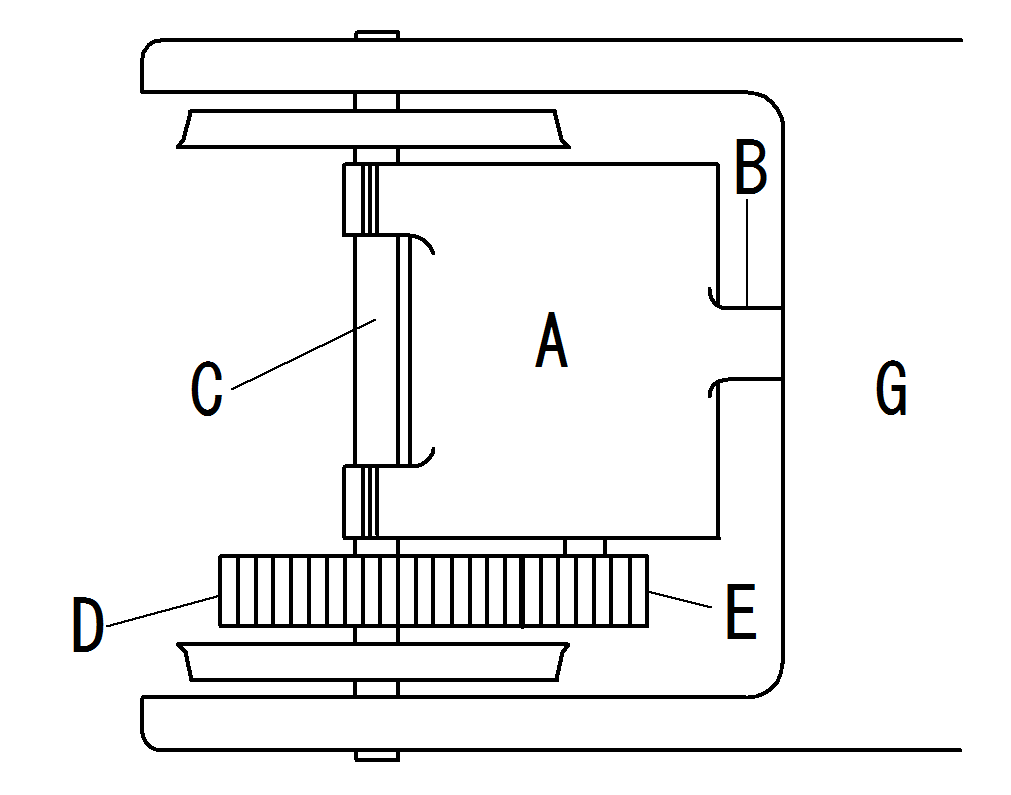
Schema uložení tlapového motoru: A – motor, B – odpružený závěs, C – náprava, D, E – převod ozubenými koly

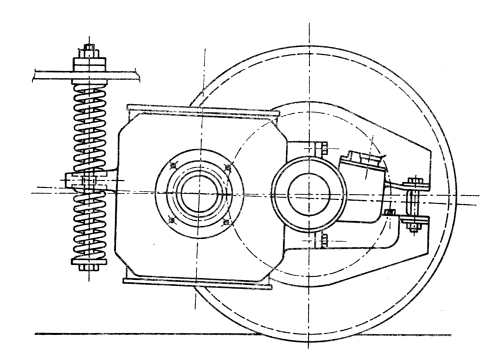
Uložení tlapového motoru, pohled ve směru osy nápravy

Tlapový motor je druh mechanického uspořádání trakčního (hnacího) elektromotoru kolejových vozidel, u něhož je hřídel rotoru uložena rovnoběžně s nápravou. Na kostře, tedy statoru, jenž bývá odlitkem, se nacházejí nálitky tvořící ložisková pouzdra. Motor je zavěšen na dvou ložiscích (tlapová ložiska) na nápravě, tedy neodpruženě. Třetím bodem, na němž je motor zavěšen, je odpružené zavěšení na rám podvozku nebo celého vozidla. K přenosu točivého momentu z motoru na nápravu se využívá ozubených kol, jež jsou nalisována na nápravě a na rotoru motoru. Není zde tedy převodovka jako samostatný montážní celek (veškeré ložiskování je provedeno na motoru, takže z hlediska přenosu sil kostra statoru motoru zastupuje skříň převodovky) a převod je zakryt utěsněným nenosným krytem.
Jako tlapová ložiska se dlouho kvůli jednodušší montáži využívala výhradně kluzná ložiska, protože mohou být dělená. Ložiska jsou mazaná olejem, který vzlíná knoty; tyto knoty jsou tlačeny pérem na nápravu skrz otvor v ložiskové pánvi. Mazání funguje jako ztrátové, s ohledem na životní prostředí se uplatňují různé záchytné systémy a ropné oleje jsou nahrazeny biologicky odbouratelnými mazivy. Pokud jsou u modernějších vozidel použity tlapové motory, používají se kvůli zvýšení spolehlivosti, snížení jízdních odporů a ochraně životního prostředí ložiska valivá, a to i za cenu složitější montáže dvojkolí (např. u motorových vozů řady 843). Převod je mazán broděním v mazivu; kvůli omezení úniků se přechází z tradičního mazání olejem na speciální plastická maziva.
Uspořádání pohonu s tlapovým motorem se používá pro vozidla s nižší maximální rychlostí, obvykle do 100 km/h. V Československu ho využívaly tramvaje starších konstrukcí včetně například Primátorské tramvaje vyrobené smíchovskou společností Ringhoffer,
dieselektrické lokomotivy výrobce ČKD Praha a šestinápravové elektrické lokomotivy Škoda řad E 669.0 – E 669.3. Jedná se o robustní a levné řešení trakčního převodu. Velkou nevýhodou je z větší části neodpružená hmotnost motorů a z toho vyplývající velké dynamické účinky na kolej ve srovnání s jinými typy pohonů. Také torzně tuhý převod je při svislých pohybech dvojkolí vůči rámu nepříznivě namáhán, svislý pohyb dvojkolí vůči rámu podvozku vede ke kolísání úhlové rychlosti rotoru. To může vést až k nadměrnému opotřebení nebo poškození zubů i jiných částí pohonu, proto se pro vyšší rychlosti používají odpružená ozubená kola – v Československu u prototypů motorových lokomotiv řady T 499.0 z ČKD a u elektrických jednotek řady 470.
V souvislosti s rozvojem asynchronních pohonů s lehkými trakčními motory (ve srovnání se stejnosměrnými) získává opět tlapový pohon oblibu. Tlapový pohon mají nákladní lokomotivy Siemens ES64F (řada 152 DB) i Bombardier TRAXX s maximální rychlostí 140 km/h.

## Odlišnosti od jiných řešení
Jiným řešením pohonu dvojkolí může být například nápravová převodovka s kuželovým soukolím, motor je pak uložen kolmo k nápravě (u tramvají vyrobených společností ČKD/Tatra). U tramvaje 15T vyvinuté plzeňskou Škodovkou jsou použita jednotlivá kola, každé s vlastním motorem uloženým vně podvozku.